# Pau de Lund
La Pau de Lund és un tractat de pau signat el 26 de setembre del 1679 al castell real de Lund a Suècia al qual Cristià V de Dinamarca va ratificar el Tractat de Fontainebleau del 1679 amb el reu Carles XI de Suècia que reglava unes imprecisions i litigis del tractat anterior. Va ser la fi definitiva de la Guerra d'Escània. L'acord va alliberar Suècia del peatge per a la navegació a l'Øresund. Dinamarca va haver de cedir a Suècia el port de Wismar, la Pomerània Sueca i l'illa de Rügen. També l'enviat de Suècia, Johan Göransson Gyllenstierna va concloure un acord secret d'assistència mutual per deu anys per tal de facilitar el comerç a la zona bàltica.